# Endoxyla tigrinus
Endoxyla tigrinus is een vlinder uit de familie van de Houtboorders (Cossidae). De wetenschappelijke naam van de soort is voor het eerst gepubliceerd in 1853 door Herrich-Schäffer.
De soort komt voor in Australië.